# Prilocaína
A prilocaína é um anestésico local do grupo amida. Age bloqueando o impulso nervoso, ao diminuir a permeabilidade da membrana neuronal aos íons sódio; isto estabiliza a membrana do neurônio e inibe a despolarização da mesma, impedindo a propagação do impulso nervoso. Por isso, a prilocaína causa anestesia temporária ou perda de sensação da área onde é aplicado, podendo porém, permanecer a sensibilidade ao tato e à pressão.
O início de ação da prilocaína creme depende da dose utilizada, da área e do tempo de aplicação, da espessura da pele, que varia entre as diversas áreas do corpo e outras condições da 
- Diminuir a dor na pele para punções com agulhas, por exemplo, na instilação de cateteres intravenosos, coleta de amostras de sangue e em procedimentos cirúrgicos superficiais.
- Diminuir a dor na mucosa genital para cirurgias superficiais ou, antes da injeção local de outros anestésicos locais.
- Diminuição da dor na manipulação de úlceras na perna para facilitar limpeza mecânica ou debridamento.